# Décès en 1101
Décès
- 1097
- 1098
- 1099
- 1100
- 1101
- 1102
- 1103
- 1104
- 1105

Cette page dresse une liste de personnalités mortes au cours de l'année 1101 :
- 12 février : Liao Daozong, né Yelü Hongji ou Yehlu Hongji, empereur de la dynastie Liao.
- 14 mars : Fujiwara no Morozane, chef du clan Fujiwara, sessho et kampaku (postes de régence) sous le règne de l'empereur Shirakawa.
- 24 avril : Vseslav de Kiev, Vseslav Briatcheslavitch ou Vseslav de Polotsk, prince du Rus' de Kiev de la dynastie des Riourikides.
- 22 juin : Roger Ier de Sicile comte de Sicile.
- 27 juillet :
  - Conrad de Basse-Lotharingie, duc de Basse-Lotharingie et marquis de Turin, roi des Romains et Roi d'Italie.
  - Hugues d'Avranches, vicomte d'Avranches et 1er comte de Chester.
- août : Gilbert Maminot, évêque de Lisieux.
- 24 août : Su Shi, écrivain, calligraphe, peintre et homme politique (mandarin) de la dynastie des Song du Nord.
- 27 août : Guillaume de Montfort, évêque de Paris.
- 30 septembre : Anselm IV (en), archevêque de Milan.
- 6 octobre : Bruno le Chartreux, ou Bruno de Cologne, saint catholique fondateur de l'ordre des Chartreux.
- 6 novembre : Welf IV de Bavière, duc de Bavière, comte d'Altdorf.
- 15 novembre : Elvira de Toro (en), , infante léonaise.
- 12 décembre : Al-Musta'li, calife fatimide et le dix-neuvième imam ismaélien mustalien.

- Egilbert (en), archevêque de Trèves.
- Gillafin mac Coulahan (en), seigneur de Síol Anmchadha.
- Gilla na Naemh Ua Dunabhra (en), chef poète de Connacht.
- Gualterio d'Albano (en), cartinal-évêque d'Albano.
- Henri de Nordheim, dit Henri le Gras, Comte dans le Rittigau et l'Eichsfeld et à partir de 1099 margrave de Frise.
- Hugues Ier de Clermont-en-Beauvaisis, comte de Clermont-en-Beauvaisis.
- Ida de Cham, margravine consort d'Autriche.
- Lambert III (en), évêque de Cracovie.
- Liemar (en), archevêque de Brême.
- Martin I (en), archevêque d'Oviedo.
- Nikon le Sec (en), moine puis esclave.
- Qingshui (en), moine Chán (bouddhisme).
- Renaud Ier de Craon, seigneur de Craon.
- Roger Ier de Sicile, dit le Bosso, le grand Comte, Jarl Rogeirr, aventurier normand, conquérant de la Sicile musulmane, à l'origine du futur royaume de Sicile.
- Su Dongpo (Su Shi), poète, calligraphe, lettré chinois.
- Su Song, scientifique polymathe chinois.
- Uicheon, moine bouddhiste coréen, fondateur de l'école Cheontae du bouddhisme.
- Urraque de Zamora, infante léonaise.

date incertaine
- vers 1101/1102 :
  - Anne Dalassène mère d'Alexis Ier Comnène.

- vers le 31 mars :
  - Odon de Châtillon, cardinal français.

## Crédit d'auteurs
- Cet article est partiellement ou en totalité issu de l'article intitulé « 1101 » (voir la liste des auteurs).